# Rien qu'une mère
Pour plus de détails, voir Fiche technique et Distribution.
Rien qu'une mère (titre original : Bara en mor) est un film dramatique suédois sorti en 1949, écrit et réalisé par Alf Sjöberg d'après le roman Rya-Rya d'Ivar Lo-Johansson, avec Max von Sydow dans son premier rôle au cinéma.

## Synopsis
Dans la communauté des startares, ces paysans exploités par des propriétaires sans scrupule, vit Maria que l'on appelle Rya-Rya. Elle est fiancée à Nils.
A la fin des moissons, un après-midi elle va se baigner nue dans un lac. Les villageois qui ont accouru pour se délecter du spectacle la catalogue dès lors comme une fille publique. De ce fait, Nils rompt les fiançailles. Désemparée, le soir-même elle s'abandonne dans les bras de Henrik qui la met enceinte.  
Nils regrette sa première réaction, mais Rya lui signifie qu'il est trop tard et qu'elle va épouser Henrik. Après un second enfant, celui-ci meurt tragiquement alors qu'il n'est qu'un nourrisson par la faute de son père, qui ivre, lui a laissé une pièce de monnaie avec laquelle il s'est étouffé.  
Rya refuse de traire les vaches, le métier de trayeuse étant jugé dégradant. Elle accepte toutefois de faire le ménage chez le propriétaire qui la convoite. Toujours jugée comme une fille facile, Rya finit par tromper son mari avec Hammar, un ouvrier de passage. Henrik, excédé par cette situation, décide d'emmener toute sa famille dans un autre endroit pour refaire leur vie.
Mais la misère pour la famille de Rya, Henrik et leurs quatre enfants à revenir dans les baraquements startares huit ans plus tard.[pas clair]
Hammar essaie de renouer avec Rya mais elle le repousse et semble désireuse de mener une vie droite malgré la misère. Gravement malade, elle s'écroule alors qu'elle a désormais accepté de traire les vaches. Sur son lit d'hôpital elle fait venir ses quatre enfants et son mari et adresse à chacun des conseils qu'ils devront suivre après son décès. Elle avoue à son mari qu'il était un bon époux et lui demande pardon de l'avoir trompé. Ce dernier, dans un geste de tendresse lui pose la main sur la joue. Les choses ainsi rétablies, le film se termine sur le visage apaisé de Rya qui s'endort dans la mort.     

## Fiche technique
- Réalisation : Alf Sjöberg
- Scénario : Alf Sjöberg d'après Rya-Rya d'Ivar Lo-Johansson
- Producteur : 	Carl-Anders Dymling
- Photographie : Martin Bodin
- Pays de production : Suède
- Montage : Oscar Rosander
- Musique : Dag Wirén
- Production : Svensk Filmindustri
- Durée : 92 minutes
- Date de sortie : 31 octobre 1949

## Distribution
- Eva Dahlbeck : Maria, surnommée Rya-Rya
- Ragnar Falck : Henrik, le mari de Rya-Rya
- Ulf Palme : Hammar
- Hugo Björne : Eniel
- Åke Fridell : l'inspecteur
- Mona Geijer-Falkner : Emili
- Max von Sydow : Nils
- Margaretha Krook : Berta
- Mimi Pollak : Erika Rost
- Elsa Widborg : la femme du vacher
- Olof Widgren : le père de Rya-Rya
- Ulla Smidje : Cecilia, la fille malade
- Sif Ruud : l'enseignante
- Signe Rydberg-Eklöf : la mère de Rya-Rya
- Ernst Brunman : School council's chairman
- Nils Hultgren : Alm, le père de Cecilia
- Emmy Albiin : une femme
- Anders Andelius : le conscrit
- Valfrid Andersen : Farm labourer
- Ulf Andersson : Otto enfant
- Lars Anjou : School boy
- Gun Arvidsson : Mathilda
- Bengt Berger : Farm labourer
- Lena Bergström : Gärda
- Theodor Berthels : Hawker
- Astrid Bodin : Woman
- K. Bökman : Farm labourer
- Gunnar Collin : Farm labourer
- Hans Edelskog : Stig, 12 years
- Yvonne Eriksson : Small girl
- Knut Frankman : Accordeon player (scenes deleted)
- Anna Gräber : Lady at photographer's
- Jan Hagerman : Young boy
- Birgit Hemmingsson : Jenny
- Svea Holst : Woman
- Tryggve Jerneman : Photographer
- Vincent Jonasson : Storekeeper (scenes deleted)
- Arne Källerud : O. Rosander, photographer
- Lars-Eric Larsson : Otto as a boy
- Uno Larsson : Farm labourer
- Birger Lensander : Häger
- Mona Malm : Anna, 14 years (as Mona Eriksson)
- Sten Mattsson : Elis 8 years later
- Björn Montin : Elis as a child
- Anders Nohrborg : Young boy
- Lena Nordenmark : Young girl
- Björn Näslund : School boy
- Ida Otterström : Old woman
- Erna Ovesen : Häger's wife
- Aurore Palmgren : Woman
- Elgina Quist : Farm labourer's wife
- Gösta Qvist : Håkansson, farm labourer
- Sonja Rolén : Farm labourer's wife
- Rita Sandström : Anna as adult (scenes deleted)
- Jan-Olof Strandberg : Otto 8 years later
- Rune Stylander : Guardsman